# Human Clay
Human Clay (переводится как «Человеческая глина») — второй студийный альбом американской рок-группы Creed, выпущенный 28 сентября 1999 года  на лейбле Wind-up Records. Было продано более 11 млн копий, 16 июля 2001 года альбом был сертифицирован RIAA как бриллиантовый, 29 января 2004 года он был сертифицирован 11-кратно платиновым. Он также занимает 9 место по продажам в 2000-х годах и является одним из наиболее продаваемых альбомов в США .
В 2001 году сингл «With Arms Wide Open» с этого альбома получил премию «Грэмми» в номинации «Лучшая рок-песня».

## Об альбоме
Название альбома взято из текста песни «Say I» (The dust has finally settled on the field of human clay / «Пыль наконец-то осела на поле из человеческой глины»), которая несет в себе то же послание. Обложку разработал брат Марка Тремонти Дэниел, который ранее делал обложку и фотографии для дебютного альбома Creed My Own Prison (1997). По словам Марка Тремонти, обложка альбома представляет собой перекресток, на котором каждый из нас оказывается в своей жизни, а «человек из глины» олицетворяет «наши действия и что то, кем мы являемся, зависит лишь от нас, и что мы сами прокладываем свой путь и сами создаем свою судьбу».
Это был последний альбом группы с участием басиста Брайана Маршалла, покинувшего группу в августе 2000 года и вернувшегося только перед выходом альбома Full Circle в 2009 году.

## Список композиций
Все тексты написаны Скоттом Степпом, вся музыка написана Марком Тремонти.
| №                   | Название                | Длительность |
| ------------------- | ----------------------- | ------------ |
| 1.                  | «Are You Ready?»        | 4:45         |
| 2.                  | «What If»               | 5:18         |
| 3.                  | «Beautiful»             | 4:20         |
| 4.                  | «Say I»                 | 5:15         |
| 5.                  | «Wrong Way»             | 4:19         |
| 6.                  | «Faceless Man»          | 5:59         |
| 7.                  | «Never Die»             | 4:51         |
| 8.                  | «With Arms Wide Open»   | 4:38         |
| 9.                  | «Higher»                | 5:16         |
| 10.                 | «Wash Away Those Years» | 6:04         |
| 11.                 | «Inside Us All»         | 5:39         |
| Общая длительность: | Общая длительность:     | 56:28        |

## Участники записи
- Скотт Степп — вокал
- Марк Тремонти — гитара, бэк-вокал
- Брайан Маршалл — бас-гитара
- Скотт Филлипс — барабаны